# Ottoiidae
Ordre
Famille
Les Ottoiidae forment une famille éteinte de vers marins de l'embranchement des Priapulida, la seule de l'ordre des Ottoiomorpha.

## Liste desgenresetespèces
- † Cricocosmia Hou & Sun, 1988
- † Ottoia Walcott , 1911
  - † Ottoia prolifica Walcott[2], 1911, espèce type
  - † Ottoia tricuspida Smith et al.[3], 2015

Les deux espèces proviennent uniquement des schistes de Burgess en Colombie-Britannique (Canada).

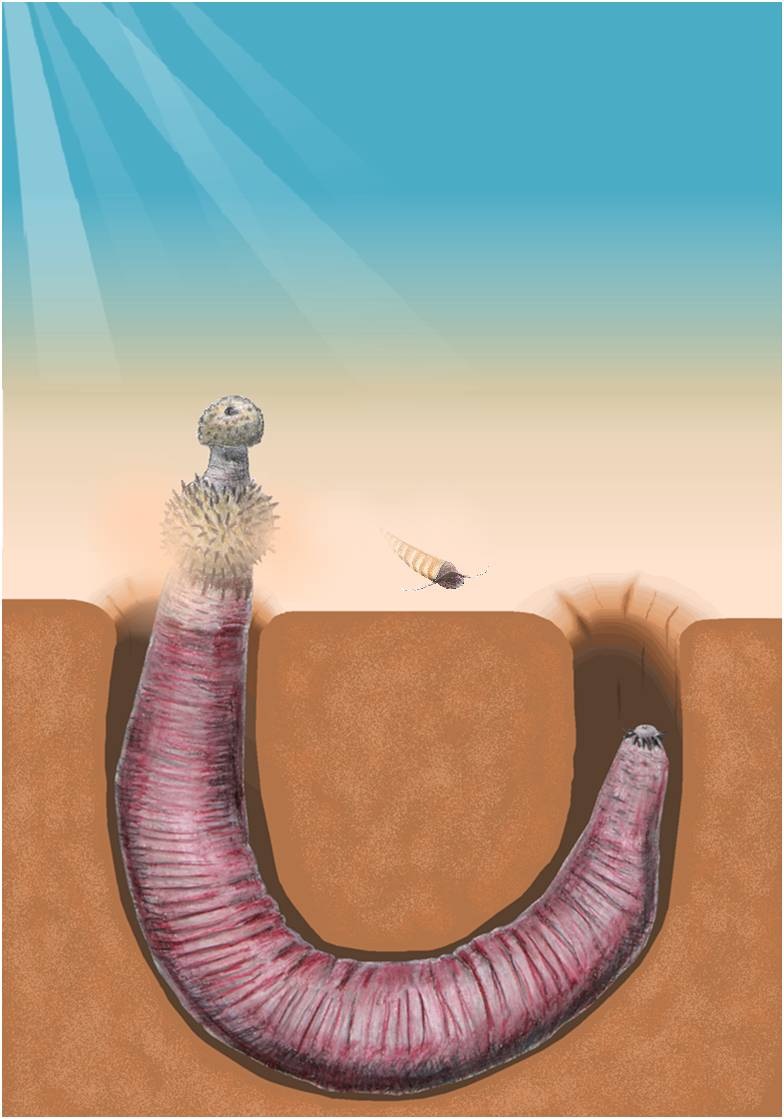
Dessin d'Ottoia prolifica.